# Margaret Sixel
Margaret Sixel est une monteuse australienne née en Afrique du Sud. Elle est principalement connu pour son travail sur le film Mad Max: Fury Road pour lequel elle gagne l’oscar du meilleur montage en 2015.

## Biographie
Margaret Sixel est née en Afrique du Sud et a étudié à l'Australian Film, Television and Radio School.

### Mad Max: Fury Road
George Miller, voulant que son film ne ressemble à aucun autre du genre, choisi Margaret Sixel pour le montage car elle n'avait jamais travaillé sur un film d'action auparavant. 
Le montage débute en 2012 et dure deux ans. Lors de la post-production de Mad Max: Fury Road, Margaret Sixel du se battre avec les exécutifs du studio qui ne voulait pas que le film fasse plus de 100 minutes. Elle refuse également d'ajouter un rappel aux trois précédent film, préférant faire mention des origines de Max au moyen de flashback.

### Vie privée
Elle est mariée au réalisateur George Miller avec qui elle travailla sur plusieurs projets dont : Babe, le cochon dans la ville, Happy Feet, Mad Max: Fury Road et Trois mille ans à t'attendre.

## Filmographie partielle
- 1998 : Babe 2, le cochon dans la ville (Babe: Pig in the City) de George Miller
- 2000 : Blindman's Bluff (court métrage) de Rachel Ward[4]
- 2001 : The Big House, court métrage de Rachel Ward[4]
- 2006 : Happy Feet de George Miller
- 2015 : Mad Max: Fury Road de George Miller
- 2022 : Trois mille ans à t'attendre (Three Thousand Years of Longing) de George Miller
- 2024 : Furiosa : Une saga Mad Max (Furiosa: A Mad Max Saga) de George Miller

## Distinctions

### Récompenses
- Oscars 2016 : Oscar du meilleur montage pour Mad Max: Fury Road
- 69e cérémonie des British Academy Film Awards : British Academy Film Award du meilleur montage pour Mad Max: Fury Road